# White Boy Rick
White Boy Rick es una película estadounidense de drama y crimen, dirigida por Yann Demange a partir de un guion de Logan Miller, Noah Miller y Andy Weiss. Está protagonizada por Richie Merritt, Matthew McCounaughey, Jennifer Jason Leigh, Bruce Dern, Bel Powley y Piper Laurie en su último papel cinematográfico. La película se basa libremente en la historia de Richard Wersher Jr., quien en la década de 1980 se convirtió en el informante más joven del FBI a la edad de 14 años.
White Boy Rick se estrenó en el Festival de Cine de Telluride el 31 de agosto de 2018 y fue estrenada en los Estados Unidos el 14 de septiembre de 2018 por Sony Pictures Releasing. Recibió críticas mixtas de los críticos y recaudó más de 25 millones de dólares, 4 millones menos que su presupuesto de 29 millones de dólares.

## Argumento
Rick Wershe es un padre soltero con dificultades económicas, vive en Detroit durante el apogeo de la epidemia de crack en 1984 y la guerra contra las drogas. Su hija insatisfecha, Dawn, deja su casa y escapa con un distribuidor de drogas, dejando a Rick solo con su hijo, Ricky, viviendo juntos en un barrio peligroso de Detroit. 
Rick compra armas usadas en el estado de Ohio, las repara y mejora, fabrica piezas  y luego las vende ilegalmente en Detroit para ganar más dinero y llegar a fin de mes. Involucra a su hijo en la venta de un par de rifles Kalashnikov fabricados en Egipto, equipados con un silenciador especial de aluminio fabricado por él en su taller bajo la casa. Son vendidos al gánster local Johnny Curry, quien maneja venta de drogas y asesinatos por encargo. Ricky se convierte en un buen amigo del hermano menor de Johnny, el joven Boo. Esto le hace ganar el favor de Johnny y su grupo de amigos en las calles de Detroit. 
La noticia de la actividad de Rick atrae la atención del FBI y es interrogado por dos agentes, Alex Snyder y Frank Byrd, dentro de un automóvil policial, quienes ven al joven Ricky como un activo potencial debido a sus conexiones con el inframundo criminal de las calles de Detroit. Convencen a Ricky para convertirse en informante encubierto a espaldas de su padre Rick, en forma muy reservada para no ponerlo en peligro, a cambio de mucho dinero, y le garantizan inmunidad para su padre, por su negocio de venta de armas.  
Más tarde le piden vender un poco de drogas para mantener las apariencias, con un distribuidor conocido de la ciudad. Cautivados por su nuevo estilo de vida extravagante y de éxito en las calles, es aceptado por la pandilla de Johnny, admirado por las chicas en el club de moda y, finalmente, gana suficiente credibilidad como proveedor de drogas "legítimo" en las calles de Detroit; al mismo tiempo que comparte información con la policía como un informante del crimen en las calles sobre las actividades de la banda de Johnny. 
Rick sospecha de las actividades de su hijo y se enfrenta a Ricky cuando encuentra miles de dólares en efectivo ilícito debajo de su cama. Esto provoca una ruptura entre ellos, porque Ricky trata de ocultar sus actividades con la policía y así proteger a su padre. Mientras Ricky se reúne con su hermana Dawn en un pequeño restaurante una noche para convencerla de regresar a vivir con ellos, el auto de su abuelo estacionado frente al restaurante es robado y los dos disparan al auto mientras los ladrones huyen con este. Son arrestados por unos policías cuando también estaban comiendo en el restaurante, pero rápidamente rescatados por los agentes secretos del FBI manejadores de Ricky. Esto despierta sospechas en el líder de la banda criminal Johnny, pero siguen adelante en sus actividades en el comercio de drogas y asesinatos de pandillas rivales en las calles de Detroit.
En una fiesta después de un combate de boxeo en Las Vegas, Johnny golpea al amigo de su rival, Black Ed, con una botella de champán. Posteriormente, ordena un "drive-by" asalto y ataque en la casa de su rival, Leon Lucas, matando a uno de sus pequeños sobrinos. Ricky se entera viendo un reportaje sobre el crimen en la TV. Las armas utilizadas en el asesinato eran las mismas armas AK, anteriormente vendidas por él a Johnny en Detroit. 
Devastado por su participación en el asesinato de un niño, mantiene un perfil bajo, trata de alejarse de la mafia y enmienda la relación con su padre. Johnny ahora sospecha de Ricky de ser un informante, por tratar de alejarse de la banda de la mafia y envía al sicario Nug, amigo de Ricky, a su casa para asesinarlo, quien le dispara en el estómago y queda gravemente herido. Mientras está en el hospital, la agente Snyder del FBI le informa a Ricky de tener pruebas suficientes para allanar todas las casas de apuestas y venta de drogas de Johnny, arrestándolo en un allanamiento del FBI con agentes especiales de la policía y dejándolo fuera del negocio gracias a su información, siendo condenado a 20 años de prisión en una cárcel de máxima seguridad. La agente le pide a Ricky que se olvide del tiroteo en la casa de Leon Lucas, los negocios de su padre modificando armas y regrese a trabajar con ellos como informante de la policía en las calles, a cambio de retirar todos los cargos contra su padre, Ricky no acepta la propuesta y regresa a vivir con su padre.
Un año después, en 1986, el hermano menor de Brenda Moore lo busca en su casa y le informa que Brenda tiene una hija llamada Keisha y que Ricky es el padre, ya que la niña es blanca. Su padre Rick y el joven Ricky van a la casa de Moore para conocer a la niña, ganándose el cariño de ambos y siendo aceptados por la comunidad. Esto le permite ganarse la confianza de la gente en las calles y decide ingresar al negocio de la venta de drogas. Más tarde, encuentran a su hermana Dawn en una guarida de drogas, la rescatan y la llevan con fuerza a su casa para desintoxicarse. Finalmente se recupera por completo después de varios días y se aleja de las drogas.
En 1987, Ricky se aleja de la policía, vuelve a vender crack en las calles y asume el papel dejado por Johnny en la banda de la mafia, llegando incluso a tener sexo con su esposa Cathy.. Entonces Rick descubre haber ganado dinero suficiente para hacer realidad el sueño de su padre de abrir una tienda de videos. Trabajando como el líder de la banda en las calles y lavando el dinero con el negocio de su padre, llegan a un nivel de vida con muchas comodidades, pero un día los agentes del FBI arrestan a Ricky, allanan su casa y lo retienen por posesión de drogas con la intención de distribuirla en las calles, ser el nuevo líder de la banda criminal en las calles, según la investigación y seguimiento del FBI. Esto podría llevarlo a una posible cadena perpetua. 
Los agentes del FBI ex manejadores de Ricky en Detroit niegan cualquier relación con él frente al jurado y por ser un caso expuesto a la prensa, pero en una reunión secreta en un hotel, prometen a Ricky que intentarán reducir su sentencia, explicar al juez lo sucedido y respaldarlo, si coopera en una última redada de lucha contra el tráfico de drogas. Ricky acepta colaborar con el FBI, le pide a su novia Cathy que lo ayude con un gran cargamento de drogas llegado desde Miami, para poder distribuir en las calles. El FBI, organizando todo el plan, allana el lugar del trato y arresta a todos los involucrados con esta última colaboración de Ricky, para tratar de relacionar al alcalde de la ciudad, pero la prensa revela detalles de lo sucedido y se convierte en un escándalo para el FBI. Ricky es capturado como traficante de drogas de Miami, declarado culpable y condenado a cadena perpetua, por la gran cantidad de droga encontrada. Rick se enfrenta a los dos agentes del FBI sobre su trato, para ayudar a su hijo, pero ellos fingen ignorancia y no poder convencer al juez.
Después de otro año, su hermana Dawn, su padre Rick y su hija Keisha visitan a Ricky en prisión. Rick intenta darle esperanza a su hijo, pero Ricky lamenta todo su pasado y que su vida haya terminado en la cárcel. Rick llora y se disculpa por no poder darle una vida más fácil como él quería al verlo nacer. Al terminar la escena, los créditos revelan que Ricky estuvo encarcelado durante más de 30 años, manteniendo el récord de la pena de prisión más larga para un delincuente no violento en el estado de Míchigan. Finalmente fue puesto en libertad condicional en 2017. Su padre murió en 2014. Su hija, Keisha, ahora está felizmente casada y tiene dos hijos. Una grabación de voz del verdadero Ricky Wershe Jr. suena de fondo, diciendo que nadie pensó que realmente debería estar en prisión, pero ahora se sentía feliz y esperanzado.

## Reparto
- Matthew McConaughey como Richard Wershe Sr.
- Richie Merritt como Richard Wershe Jr.
- Bel Powley como Dawn Wershe.
- Jennifer Jason Leigh como el agente del FBI Alex Snyder.
- Brian Tyree Henry como el agente Mel “Roach” Jackson.
- Rory Cochrane como el agente del FBI Frank Byrd.
- RJ Cyler como Rudell "Boo" Curry.
- Jonathan Majors como Johnny "Lil Man" Curry.
- Eddie Marsan como Art Derrick.
- Bruce Dern como Ray "Roman" Wershe.
- Piper Laurie como Vera Wershe.
- YG como Leo "Big Man" Curry.
- Taylour Paige como Cathy Volsan.
- Danny Brown como "Black Ed".
- IshDARR como "Freaky Steve" Roussell.
- Kyanna Simone Simpson como Brenda Moore.
- Kwon Haynes como "Nug".

## Producción
En febrero de 2015, Studio 8 adquirió un guion especulativo de Logan Miller y Noah Miller, titulado White Boy Rick. En noviembre del siguiente año, Matthew McConaughey se unió al reparto de la película, con Yann Demange dirigiéndola. Darren Aronofsky, Scott Franklin y John Lesher la producirán bajo sus compañías Protozoa Pictures y LBI Entertainment, respectivamente. En enero de 2017, Bruce Dern y Jennifer Jason Leigh se unieron al reparto. Poco después, en febrero de 2017, también lo hicieron Belio Powley y Brian Tryee Henry. En marzo del mismo año, Richie Merritt, Jonathan Majors, YG, Taylour Paige, Piper Laurie y RJ Cyler fueron incluidos.

### Filmación
La fotografía principal empezó el 14 de marzo de 2017. Después de las pruebas de audiencia, en las que la película obtuvo una puntuación bastante alta, el director Yann Demange recibió el visto bueno para filmar escenas adicionales.

## Estreno
La película fue estrenada el 14 de septiembre de 2018.

## Recepción
White Boy Rick ha recibido reseñas mixtas a positivas de parte de la crítica y de la audiencia. En el portal Rotten Tomatoes, la película posee una aprobación de 58%, basada en 114 reseñas, con una calificación de 6.1/10, mientras que de parte de la audiencia tiene una aprobación de 55%, basada en 1040 votos, con una calificación de 3.4/5.
Metacritic le ha dado a la película una puntuación de 59 de 100, basada en 34 reseñas, indicando "reseñas mixtas". Las audiencias encuestadas por CinemaScore le han dado a la película una "B" en una escala de A+ a F, mientras que en el sitio IMDb los usuarios le han dado una calificación de 6.5/10, sobre la base de 3247 votos.